# Championnat d'Angleterre de football 1991-1992
Navigation
Édition précédente Édition suivante
La 93e édition du championnat d'Angleterre de football 1991-1992 est la dernière sous l'appellation Football League First Division. Elle oppose les vingt-deux meilleurs clubs d'Angleterre en une série de quarante-deux journées.
Elle est remportée par Leeds United. Le club de Leeds finit quatre points devant Manchester United et gagne son troisième titre de champion d'Angleterre.
Leeds United se qualifie pour la Ligue des champions en tant que champion d'Angleterre. Liverpool FC, vainqueur de la coupe se qualifie pour la Coupe des vainqueurs de coupe. Manchester United et Sheffield Wednesday se qualifient pour la Coupe UEFA au titre de leur classement en championnat.
Le système de promotion/relégation est modifié : descente et montée automatique, sans matchs de barrage pour les trois derniers de première division et les deux premiers de deuxième division, poule de play-off pour les troisième à sixième de la division 2 pour la dernière place en division 1. À la fin de la saison, les clubs de Luton Town, Notts County et West Ham sont relégués en deuxième division. Ils sont remplacés par Ipswich Town, Middlesbrough FC et Blackburn Rovers après play-off.
L'attaquant anglais Ian Wright, de Crystal Palace puis d'Arsenal FC, remporte le titre de meilleur buteur du championnat avec 29 réalisations.

## Classement
| Rang | Équipe                | Pts | J  | G  | N  | P  | Bp | Bc | Diff |
| ---- | --------------------- | --- | -- | -- | -- | -- | -- | -- | ---- |
| 1    | Leeds United          | 82  | 42 | 22 | 16 | 4  | 74 | 37 | +37  |
| 2    | Manchester United L   | 78  | 42 | 21 | 15 | 6  | 63 | 33 | +30  |
| 3    | Sheffield Wednesday P | 75  | 42 | 21 | 12 | 9  | 62 | 49 | +13  |
| 4    | Arsenal T             | 72  | 42 | 19 | 15 | 8  | 81 | 46 | +35  |
| 5    | Manchester City       | 70  | 42 | 20 | 10 | 12 | 61 | 48 | +13  |
| 6    | Liverpool C           | 64  | 42 | 16 | 16 | 10 | 47 | 40 | +7   |
| 7    | Aston Villa           | 60  | 42 | 17 | 9  | 16 | 48 | 44 | +4   |
| 8    | Nottingham Forest     | 59  | 42 | 16 | 11 | 15 | 60 | 58 | +2   |
| 9    | Sheffield United      | 57  | 42 | 16 | 9  | 17 | 65 | 63 | +2   |
| 10   | Crystal Palace        | 57  | 42 | 14 | 15 | 13 | 53 | 61 | -8   |
| 11   | Queens Park Rangers   | 54  | 42 | 12 | 18 | 12 | 48 | 47 | +1   |
| 12   | Everton               | 53  | 42 | 13 | 14 | 15 | 52 | 51 | +1   |
| 13   | Wimbledon             | 53  | 42 | 13 | 14 | 15 | 53 | 53 | 0    |
| 14   | Chelsea               | 53  | 42 | 13 | 14 | 15 | 50 | 60 | -10  |
| 15   | Tottenham             | 52  | 42 | 15 | 7  | 20 | 58 | 63 | -5   |
| 16   | Southampton           | 52  | 42 | 14 | 10 | 18 | 39 | 55 | -16  |
| 17   | Oldham Athletic P     | 51  | 42 | 14 | 9  | 19 | 63 | 67 | -4   |
| 18   | Norwich City          | 45  | 42 | 11 | 12 | 19 | 47 | 63 | -16  |
| 19   | Coventry City         | 44  | 42 | 11 | 11 | 20 | 35 | 44 | -9   |
| 20   | Luton Town            | 42  | 42 | 10 | 12 | 20 | 38 | 71 | -33  |
| 21   | Notts County P        | 40  | 42 | 10 | 10 | 22 | 40 | 62 | -22  |
| 22   | West Ham P            | 38  | 42 | 9  | 11 | 22 | 37 | 59 | -22  |

Qualifications européennes
- Ligue des Champions 1992-1993
- Coupe des Coupes 1992-1993
- Coupe UEFA 1992-1993

Relégation
- First Division 1992-1993

Abréviations
- T : Tenant du titre
- C : Vainqueur de la FA Cup 1991-1992
- L : Vainqueur de la League Cup 1991-1992
- P : Promus de Second Division 1990-1991

## Classements des buteurs
| Rang | Joueur        | Club(s)                     | Buts |
| ---- | ------------- | --------------------------- | ---- |
| 1    | Ian Wright    | Crystal Palace puis Arsenal | 29   |
| 2    | Gary Lineker  | Tottenham                   | 28   |
| 3    | John Fashanu  | Wimbledon                   | 18   |
| 3    | David Hirst   | Sheffield Wednesday         | 18   |
| 3    | Brian McClair | Manchester United           | 18   |
| 3    | David White   | Manchester City             | 18   |
| 7    | Mark Bright   | Crystal Palace              | 17   |
| 8    | Lee Chapman   | Leeds United                | 16   |